# Carolina Santocanale
Carolina Santocanale, S.C.I.L., řeholním jménem Marie od Ježíše (2. října 1852, Palermo – 27. ledna 1923, Cinisi) byla italská římskokatolická řeholnice, zakladatelka a členka kongregace Sester Kapucínek Neposkvrněného početí z Lurd. Katolická církev ji uctívá jako světici.

## Život
Narodila se dne 2. října 1852 v Palermu šlechtickým rodičům Giuseppemu Santocanalemu dei Baroni della Celsa Reale a Caterině Andriolo Stagno. Pokřtěna byla 3. října téhož roku a první svaté přijímání přijala ve svých osmi letech. Základní studium absolvovala na škole, vedené řeholními sestrami.
I přes značný počet nápadníků vyslyšela své vnitřní volání a rozhodla se stát řeholnicí. Dne 13. června 1887 vstoupila do Sekulárního františkánského řádu. Při této příležitosti si zvolila řeholní jméno Marie od Ježíše.
Často chodila po Palerma, kde pomáhala chudým a rozdávala jim almužny. K těmto potřebám se rozhodla založit novou ženskou řeholní kongregaci Sester Kapucínek Neposkvrněného početí z Lurd. Tu založila dne 8. prosince 1909. Dne 24. ledna 1923 byla jí založená kongregace schválena na diecézní úrovni.
Tři dny poté však v městečku Cinisi zemřela. Dne 29. ledna 1923 se konal její pohřeb.

## Úcta
Její beatifikační proces započal dne 2. dubna 1982, čímž obdržela titul služebnice Boží. Dne 1. července 2000 byla papežem sv. Janem Pavlem II. podepsáním dekretu o jejích hrdinských ctnostech prohlášena za ctihodnou. Dne 14. prosince 2015 byl uznán první zázrak na její přímluvu, potřebného pro její blahořečení.
Blahořečena pak byla dne 12. června 2016 v katedrále Santa Maria Nuova v Monrealu. Obřadu předsedal jménem papeže Františka kardinál Angelo Amato.
Dne 25. listopadu 2021 byl uznán druhý zázrak na její přímluvu, potřebný pro její svatořečení. Svatořečena pak byla spolu s několika dalšími světci dne 15. května 2022 na Svatopetrském náměstí papežem Františkem.
Její památka je připomínána 27. ledna. Bývá zobrazována v řeholním oděvu.